# Seguros Bolívar Open
Los Seguros Bolívar Open son una serie de torneos de tenis que se realizan en varias ciudades de Colombia desde el año 2007 gracias a una alianza que lograron la empresa de deporte y entretenimiento Grand Slam y la empresa de seguros colombiana, Seguros Bolívar.
Por el calendario masculino, se juegan en las series Challengers y Futures, por el calendario femenino se juega en el circuito femenino de la ITF.

## Resultados

### Barranquilla
| Año  | Cuadro         | Campeón singles    | Campeones dobles                      | Premio  |
| ---- | -------------- | ------------------ | ------------------------------------- | ------- |
| 2005 | ITF Future     | Brian Dabúl        | Horacio Zeballos / Luciano Vitullo    | $15.000 |
| 2006 | ITF Future     | Pablo González     | Jorge Aguilar / Daniel Garza          | $15.000 |
| 2008 | ITF Future     | Michael Quintero   | Julio-Cesar Campozano / Alejandro Kon | $15.000 |
| 2009 | ITF Future     | Alejandro Gonzalez | Andrés Molteni / Gonzalo Tur          | $15.000 |
| 2011 | ATP Challenger | Facundo Bagnis     | Paolo Lorenzi / Flavio Cipolla        | $50.000 |
| 2012 | ATP Challenger | Alejandro Falla    | Nicholas Monroe / Maciek Sykut        | $50.000 |

### Bogotá
| Año  | Cuadro          | Campeón singles      | Campeones dobles                               | Premio   |
| ---- | --------------- | -------------------- | ---------------------------------------------- | -------- |
| 2005 | ATP Challengers | Marcos Daniel        | Brian Dabul / Marcelo Melo                     | $50.000  |
| 2006 | ATP Challengers | Santiago Giraldo     | Daniel Garza / Michael Quintero                | $50.000  |
| 2007 | ATP Challengers | Carlos Salamanca     | Brian Dabul / Santiago González                | $50.000  |
| 2007 | ITF             | Viky Nuñez-Fuentes   | Gabriela Mejia-Tenorio / Viky Nuñez-Fuentes    | $10.000  |
| 2008 | ATP Challengers | Mariano Puerta       | Xavier Malisse / Carlos Salamanca              | $125.000 |
| 2008 | ITF             | Mariana Duque-Marino | Mariana Duque-Marino / Viky Nuñez-Fuentes      | $25.000  |
| 2009 | ATP Challengers | Marcos Daniel        | Sebastian Prieto / Horacio Zeballos            | $125.000 |
| 2009 | ITF             | Marina Giral Lores   | Karen Emilia Castiblanco Duarte / Paula Zabala | $25.000  |
| 2010 | ATP Challengers | Robert Farah         | Juan Sebastián Cabal / Robert Farah            | $125.000 |
| 2010 | ITF             | Paula Ormaechea      | Andrea Gamiz / Paula Ormaechea                 | $25.000  |
| 2011 | ATP Challengers | Feliciano López      | Izak van der Merwe / Treat Huey                | $125.000 |
| 2012 | ATP Challengers | Alejandro Falla      | Marcelo Demoliner / Víctor Estrella            | $25.000  |

### Bucaramanga
| Año  | Cuadro          | Campeón singles        | Campeones dobles                        | Premio  |
| ---- | --------------- | ---------------------- | --------------------------------------- | ------- |
| 2007 | ITF Future      | Michael Quintero       | Carlos Salamanca / Juan Sebastián Cabal | $15.000 |
| 2008 | ITF Future      | Joao Souza             | Michael Quintero / Carlos Salamanca     | $15.000 |
| 2009 | ATP Challengers | Horacio Zeballos       | Diego Álvarez / Carlos Poch-Gradin      | $35.000 |
| 2010 | ATP Challengers | Eduardo Schwank        | Pere Riba / Santiago Ventura            | $35.000 |
| 2011 | ATP Challengers | Eric Prodon            | Juan Sebastián Cabal / Robert Farah     | $35.000 |
| 2011 | ITF             | Aleksandrina Naydenova | Catalina Castaño / Viky Nuñez Fuentes   | $10.000 |
| 2012 | ATP Challengers | Wayne Odesnik          | Ariel Behar / Horacio Zeballos          | $35.000 |
| 2013 | ATP Challengers | Federico Delbonis      | Marcelo Demoliner / Franko Škugor       | $35.000 |
| 2014 | ATP Challengers | Alejandro Falla        | Juan Sebastián Cabal / Robert Farah     | $35.000 |
| 2015 | ATP Challengers | Daniel Gimeno-Traver   | Guillermo Durán / Andrés Molteni        | $35.000 |

### Cali
| Año  | Cuadro          | Campeón singles  | Campeones dobles                              | Premio  |
| ---- | --------------- | ---------------- | --------------------------------------------- | ------- |
| 2008 | ATP Challengers | Marcos Daniel    | Juan Sebastián Cabal / Alejandro Falla        | $75.000 |
| 2009 | ATP Challengers | Alejandro Falla  | Sebastian Prieto / Horacio Zeballos           | $75.000 |
| 2010 | ATP Challengers | Carlos Salamanca | Andre Begemann / Martin Emmrich               | $75.000 |
| 2011 | ATP Challengers | Alejandro Falla  | Juan Sebastián Cabal / Robert Farah           | $75.000 |
| 2012 | ATP Challengers | Joao Souza       | Juan Sebastián Cabal / Robert Farah           | $75.000 |
| 2013 | ATP Challengers | Facundo Bagnis   | Guido Andreozzi / Eduardo Schwank             | $75.000 |
| 2014 | ATP Challengers | Gonzalo Lama     | Facundo Bagnis / Eduardo Schwank              | $75.000 |
| 2015 | ATP Challengers | Fernando Romboli | Marcelo Demoliner / Miguel Ángel Reyes Varela | $75.000 |

### Cartagena
| Año  | Cuadro      | Campeón singles | Campeones dobles                          | Premio  |
| ---- | ----------- | --------------- | ----------------------------------------- | ------- |
| 2011 | ITF Futures | Gastão Elias    | Cristián Benedetti / Juan Sebastián Gómez | $15.000 |

### Cúcuta
| Año  | Cuadro      | Campeón singles | Campeones dobles             | Premio  |
| ---- | ----------- | --------------- | ---------------------------- | ------- |
| 2011 | ITF Futures | Martin Alund    | Martin Alund / Diego Álvarez | $15.000 |

### Manizales
| Año  | Cuadro     | Campeón singles      | Campeones dobles                     | Premio  |
| ---- | ---------- | -------------------- | ------------------------------------ | ------- |
| 2008 | ITF Future | Diego Veronelli      | Andre Miele / Joao Souza             | $15.000 |
| 2009 | ITF Future | Guillermo Hormazábal | Alejandro Gonzalez / Eduardo Struvay | $15.000 |

### Medellín
| Año  | Cuadro          | Campeón singles    | Campeones dobles                       | Premio  |
| ---- | --------------- | ------------------ | -------------------------------------- | ------- |
| 2007 | ATP Challengers | Eduardo Schwank    | Pablo Cuevas / Horacio Zeballos        | $25.000 |
| 2008 | ATP Challengers | Leonardo Mayer     | Juan Sebastián Cabal / Alejandro Falla | $35.000 |
| 2009 | ATP Challengers | Juan Ignacio Chela | Sebastian Decoud / Eduardo Schwank     | $50.000 |
| 2010 | ATP Challengers | Marcos Daniel      | Juan Sebastián Cabal / Robert Farah    | $50.000 |
| 2011 | ATP Challengers | Victor Estrella    | Nicolás Massú / Paul Capdeville        | $50.000 |

### Pereira
| Año  | Cuadro          | Campeón singles  | Campeones dobles                  | Premio  |
| ---- | --------------- | ---------------- | --------------------------------- | ------- |
| 2008 | ITF Future      | Michael Quintero | Jean-Michel Durango / Ivan Endara | $15.000 |
| 2009 | ATP Challengers | Alejandro Falla  | Victor Estrella / Joao Souza      | $35.000 |
| 2010 | ATP Challengers | Santiago Giraldo | Dominik Meffert / Phillip Oswald  | $50.000 |
| 2011 | ATP Challengers | Paolo Lorenzi    | Marcel Felder / Carlos Salamanca  | $50.000 |
| 2012 | ATP Challengers | Carlos Salamanca | Martín Alund / Guido Pella        | $50.000 |